# Uso del término «hombre blanco» en Estados Unidos
Los nacionalistas blancos de los Estados Unidos frecuentemente tienen una definición de «blancura» que es mucho más limitada que la definición gubernamental, requiriendo no solo una ascendencia única o casi exclusivamente europea, sino también una identificación psicológica y cultural con la etnicidad europea y un compromiso para avanzar en sus intereses. Bajo esta definición, muchas personas aparecen excluidas, como los judíos o los musulmanes balcánicos, los albaneses y los turcos. A pesar de este método de «blancura» usado por los nacionalistas blancos, ocurre que como existen muchos grupos raciales, la definición aún puede variar mucho.
Entre algunos reducidos grupos nacionalistas blancos, los hay aún más exclusionistas. Un serio punto ideológico y altamente discutido entre ellos, es la concesión de la etiqueta «no blanco» a algunas personas de etnia europea con ascendencia del sur de Europa (mediterráneos) y del este de Europa (eslavos). Esto puede percibirse en los requerimientos de incorporación a organizaciones supremacistas blancas como Alianza Nacional. El requisito de incorporación para un individuo es que sea de ascendencia completamente europea y no judía.
El censo de Estados Unidos más reciente definía a la raza «blanca» así (traducción): «El término blanco se refiere a las personas originarias de cualquier pueblo europeo, de Oriente Medio o África del Norte». Esto incluye a las personas que indicaron su raza o razas como «blanco» o marcaron, por ejemplo, las casillas de irlandés, alemán, italiano, sirio, español, libanés, portugués o polaco.

## Historia
| Población blanca en Estados Unidos 1790-2000 | Población blanca en Estados Unidos 1790-2000 | Población blanca en Estados Unidos 1790-2000 | Población blanca en Estados Unidos 1790-2000 | Población blanca en Estados Unidos 1790-2000 | Población blanca en Estados Unidos 1790-2000 |
| Año                                          | Población                                    | % de EE. UU.                                 | Año                                          | Población                                    | % de EE. UU.                                 |
| -------------------------------------------- | -------------------------------------------- | -------------------------------------------- | -------------------------------------------- | -------------------------------------------- | -------------------------------------------- |
| 1790                                         | 3 172 006                                    | 80,7                                         | 1900                                         | 66 809 196                                   | 87,9                                         |
| 1800                                         | 4 306 446                                    | 81,1                                         | 1910                                         | 81 731 957                                   | 88,9                                         |
| 1810                                         | 5 862 073                                    | 81,0                                         | 1920                                         | 94 820 915                                   | 89,7                                         |
| 1820                                         | 7 866 797                                    | 81,6                                         | 1930                                         | 110 286 740                                  | 89,8 (más alto)                              |
| 1830                                         | 10 532 060                                   | 81,9                                         | 1940                                         | 118 214 870                                  | 89,8 (más alto)                              |
| 1840                                         | 14 189 705                                   | 83,2                                         | 1950                                         | 134 942 028                                  | 89,5                                         |
| 1850                                         | 19 553 068                                   | 84,3                                         | 1960                                         | 158 831 732                                  | 88,6                                         |
| 1860                                         | 26 922 537                                   | 85,6                                         | 1970                                         | 177 748 975                                  | 87,5                                         |
| 1870                                         | 33 589 377                                   | 87,1                                         | 1980                                         | 188 371 622                                  | 83,1                                         |
| 1880                                         | 43 402 970                                   | 86,5                                         | 1990                                         | 199 686 070                                  | 80,3                                         |
| 1890                                         | 55 101 258                                   | 87,5                                         | 2000                                         | 211 460 626                                  | 75,1 (más bajo)                              |

El uso premoderno de blanco puede no corresponderse con los conceptos actuales; por ejemplos, los europeos que viajaban al noroeste de Asia en el siglo XVII llamaban blancos a las personas que se encontraron (ver las lecturas recomendas más abajo) —el término entonces no tenía ninguna otra connotación— y de hecho, incluso hoy en día el nombre de los Bai de Yunnan, China se traduce como "blanco".
A medida que la Colonización Europea de las Américas y finalmente otras partes del mundo puso a los Europeos en estrecho contacto con otros pueblos, el término blanco y otros términos raciales sobre el color, como negro, moreno, amarillo (Extremo Oriente, asiático u oriental) y rojo (amerindio), etc., entraron en amplio uso como una manera rápida para referirse a la raza.
Por el siglo XVIII, comenzó a modificarse el significado de la palabra "blanco" y comenzó a mostrar signos de convertirse en una etiqueta exclusiva. Los europeos, incluyendo a los colonos en el Nuevo Mundo, eran definidos por el resto como "blancos". Los "negros" o "morenos" empezaron a definirse por una piel más oscura que la de una persona "blanco", y el mismo "color" se terminó aplicando a todas las personas no-blancas.
Comunidad afroamericana: debido al mito de la regla de una gota de los Estados Unidos, durante una década más o menos, los americanos angloparlantes de conocida ascendencia africana, sin importar ésta si es ligera o invisible, han sido categorizados como negros. Como se ha sugerido anteriormente, no obstante, los americanos no anglófonos, como los hispanos, los de Oriente Medio, o los de herencia norte africana son una excepción, debido a que parecen completamente europeos, y ocasionalmente incluso aquellos que parecen ser una mezcla, no son etiquetados como negros incluso si se reconoce en ellos cierta ascendencia africana.
| Razas en el censo de los Estados Unidos |
| --- |
| El 7.º censo federal, en 1850, preguntando por el Color: - blanco - negro - mulato |
| El 10.º censo federal, en 1880, preguntando por Color: - blanco - negro - mulato - chino - indio |
| El 22.º censo federal, en el año 2000, tenía una "short form" que hacía dos preguntas sobre la raza/ascendencia: 1. ¿Es la persona española/hispana/latina? 2. ¿Cuál es la raza de la persona? - blanco - negro, afroamericano - amerindio o nativo de Alaska - 10 opciones de asiático o Isleños del Pacífico - Otros Este censo reconocía que "las categorías raciales incluyen tanto la raza como grupos de la nación de origen". Ver también:Razas (Censo de los Estados Unidos) |

La regla de una sola gota es reciente históricamente. Como se ha mencionado antes, antes del siglo XVII, los términos "negro" y "blanco" no designaban a grupos. Antes de la guerra civil estadounidense, la "identidad racial" de uno dependía de la combinación de su apariencia, su fracción de sangre africana, y su círculo social.
Finalmente, en los Estados Unidos, "negro" terminó por denotar la ascendencia africana y "moreno" terminó atribuyéndose a los hispanos de raza mixta y sudasiáticos (gente del Subcontinente Indio), aunque no se le dé tanto uso. Por otro lado, en Australia, "negro" denota a los aborígenes "moreno" atribuyéndose a los sudasiáticos y los de Oriente Medio/norteafricanos.
Comunidad alemana: en los inicios de los Estados Unidos, el término se tornó más exclusivo, llegando a referirse solo a aquellos con herencia inglesa. No obstante, a diferencia de la mayoría de grupos inmigrantes, los inmigrantes alemanes fueron aceptados como blancos.
Comunidad antillana: algunos miembros de los antillanos británicos que viven en Estados Unidos se distancia ellos mismos de los modelos estadounidenses de identidad negra. La actriz Gloria Reuben dijo una vez a un entrevistador que no lograba darse cuenta de muchas de sus indirectas:"¡Deje de llamarme afroamericana! Yo no soy afroamericana; ¡soy jamaico-canadiense!" En este caso establecer la afiliación nacional correcta se presenta como algo más importante que las referencias a los orígenes africanos.
Comunidad árabe y bereber: como con los europeos judíos, y los europeos del este descritos en el párrafo anterior, que no fueron aceptados como blancos en algunos casos en el pasado pero son considerados blancos por el actual gobierno estadounidense, las agencias federales de EE. UU. concuerdan en que los de Oriente Medio son blancos. Las reglas de la Comisión para la Igualdad de Oportunidades en el Empleo de los Estados Unidos definen explícitamente blanco como «gentes de Europa, África del Norte, u Oriente Medio», y el formulario Decennial del Departamento del Censo estadounidense no ofrece una casilla para esta identidad dentro de la pregunta sobre la «raza». Consúltese Haney-López (1996) para una lista exhaustiva de las decisiones de la Suprema Corte de los Estados Unidos que han revertido decisiones previas de la misma corte (en un tira y afloja repetidamente) respecto a si los afganos, sirios, indios asiáticos y árabes son blancos.
En el contexto de los Estados Unidos, donde los de Oriente Medio y los norteafricanos son agrupados como blancos por las agencias gubernamentales, el punto de vista popular de excluir a estos grupos caucásicos de África del Norte y Oriente Medio de la etiqueta «blanco» se ha basado a veces en el argumento de que existe un componente subsahariano significativo en sus poblaciones.  —una larga presencia a lo largo de la historia en esa región ampliamente contigua—, pero sobre todo en sus orígenes de su dispar patrimonio cultural, religioso y lingüístico. Aunque es innegable que muchos árabes del norte de África (Marruecos, Argelia, Egipto, etc.) y la Península arábiga (Arabia Saudí, Yemen, Omán, etc.) tienen una ascendencia negra africana suficiente o son suficientemente negros —a veces teniendo pigmentación oscura como algunos americanos africanos— como para ser considerados negros por los estándares populares estadounidenses, algunos también pueden ser de piel clara y rasgos físicos comparativamente, de forma similar a algunas gentes del sur de Europa. Y aunque algunos árabes de Oriente Próximo (Siria, Líbano, Israel, Palestina, Jordania, etc.) pueden ser de piel tan negra como los norteafricanos y los pobladores de la Península arábiga, en esta zona, una buena proporción son de piel más clara.
Comunidad china: los americanos asiáticos del siglo XIX tampoco fueron considerados blancos en su época. A pesar de ello, los americanos chinos fueron finalmente tratados como blancos en Jim Crow Misisipi. Se permitió a los hijos de los chinos americanos asistir a escuelas y universidades que eran solo para blancos, en vez de que asistiesen a las escuelas de negros, y algunos de sus padres se convirtieron en miembros del infame Consejo de Ciudadanos Blancos de Misisipi que impuso la segregación de los negros.
Comunidad de europeos del este y eslavoamericanos: en lo que se refiere a los europeos del este, un físico del siglo diecinueve escribió, "Los eslavos son inmunes a ciertos tipos de suciedad. Pueden soportar lo que mataría al hombre blanco".
Comunidad hispana: a pesar de las diferentes ascendencias entre unos y otros, los estadounidenses y canadienses tienden a etiquetarlos a todos —desde el suroeste de los Estados Unidos y México hasta América Central, América del Sur y el Caribe hispano-parlante— de hispanos, a menudo de manera errónea con una valoración «racial». El término «blanco no hispano» es usado por claridad para designar a los miembros de las culturas dominantes de EE. UU. Otra cuestión es, sin embargo, si algunos, todos, o ningún hispano es visto como blanco por los blancos no hispanos.
A juzgar por el censo de estadísticas de matrimonios entre parientes, incluso los hispanos no-blancos (por ejemplos los mestizos y los mulatos) están en proceso de integrarse en la comunidad mayoritaria frecuentemente etiquetada como blanca. Desde las instrucciones del censo de 1960 permitieron la auto-etiquetación, el noventa por ciento de los puertorriqueños se han identificado como blancos, y la tasa de matrimonios entre parientes de hispanos con blancos no hispanos es ahora comparable a la tasa equivalente de los judíos o irlandeses que viven en Estados Unidos.
Sin embargo, a pesar de las mencionadas muestras de aceptación, los medios en Estados Unidos casi siempre se refiere a los hispanos como si de un grupo separado de los 'blancos' se tratase, especialmente con aquellos que son perceptiblemente de ascendencia racial mixta. Esto puede estar causado porque el término 'blanco' es a menudo usado como una forma corta de 'blanco no-hispano'. Los estándares de las agencias federales se han tornado más precisos en este punto. La EEOC explícitamente define a los hispanos como una «etnia» separada y distinta. Las nuevas versiones de este impreso  siguen las directrices del Departamento de censo al separar la identidad hispana de la identidad «racial». En el formulario de censo, una persona que elija la casilla de hispano sobre etnicidad puede, en la siguiente pregunta, también elegir cualquier otra categoría racial como por ejemplo blanco, negro, asiático, isleño del Pacífico o amerindio/nativo de Alaska. Los partidarios de esta política alegan que debe recogerse estadísticas sobre los hispanos como grupo para seguir la pista a la discriminación, para servir a la discriminación positiva, etc. de la misma manera que lo son para los grupos raciales no-blancos, y las mujeres. El departamento, por lo contrario, dice simplemente que se les obliga a realizar tales preguntas desde el Congreso de los EE. UU.
Comunidad india: a principios del siglo XX, los indios eran clasificados racialmente como hindúes. Entre 1950 y 1970, fueron clasificados como blancos, hasta que un grupo de indios americanos protestaron a la Oficina de Administración y Cuentas para quitar a los indios de la categoría blanca, haciendo así que se identificase a los indios estadounidenses como indios asiáticos en lo que a raza se refiere en el censo. Como ejemplo de contradicciones legales en los dictámenes sobre «Blanco» versus «Caucásico» de la Suprema Corte de los Estados Unidos, está el caso de 1922 en el que la Corte dictaminó que un ciudadano no era blanco, a pesar del hecho de que parecía blanco. La corte dijo que, en la ley de EE. UU., la antropología invalidaba la mera apariencia física. En otro caso, que tuvo lugar tan solo un año después, la corte dictaminó que otro ciudadano no era blanco, a pesar del hecho de que era antropológicamente «caucásico». La corte dijo que, según la ley estadounidense, la apariencia física invalidaba la mera antropología.
Comunidad irlandesa: los inmigrantes irlandeses fueron discriminados debido a su mayoría de confesión católica, que no dejaban que sus hijos fueran a las escuelas públicas, prefiriendo que continuasen siendo analfabetos con tal de que no estuviesen expuestos a lo que ellos veían como adoctrinación protestante y también a su ascendencia celta (en ese momento, los Estados Unidos estaban controlados socioeconómicamente por los WASPs). No fue hasta 1881, cuando el historiador inglés Edward A. Freeman (1823-1892) opinó que Estados Unidos (cita)) "sería un lugar maravilloso si cualquier irlandés que matase a un negro fuese colgado por ello".
En 1920, la exogamia entre los irlandeses-americanos era de un 20%, menos de la media de la tasa de matrimonios exógamos actual de los puertorriqueños.
Comunidad italiana: los italianos emigrados a los Estados Unidos, al igual que los católicos irlandeses que les precedieron, fueron vulnerables a la discriminación y el prejuicio de la mayoría predominante protestante del Norte de Europa que había en América del Norte. Aunque los italianos eran considerados blancos, los italianos fueron además víctimas del anti-catolicismo y de los prejuicios culturales, y estuvieron incluso sometidos a la separación racial de los estudiantes blancos en algunas escuelas americanas, especialmente en el sur de los Estados Unidos, además, la gran mayoría de los inmigrantes italianos provenían de las regiones de Sicilia y Calabria, en el sur de Italia, y tenían una piel más morena, a diferencia de la mayoría de los americanos blancos que eran de extracción anglosajona. Los italoestadounidenses estuvieron expuestos a la violencia, incluyendo el linchamiento masivo en 1891 de once inmigrantes italianos en Nueva Orleans.
Comunidad judía: de nuevo, como con los alemanes, los irlandeses, y los italianos, los americanos racionalizaron su rechazo basándose en su apariencia genética. En 1911, Franz Boas (1858-1952) concluyó en su novedoso The Mind of Primitive Man, "Ningún abismo genético real separaba a los recientes inmigrantes de los descendientes de los peregrinos del Mayflower".